# Magherno
Magherno (lombardul: Maghernu) település Olaszországban, Lombardia régióban, Pavia megyében. Lakosainak száma 1778 fő (2023. január 1.). Magherno Copiano, Gerenzago, Villanterio, Vistarino és Torre d’Arese községekkel határos.

## Népesség
A település lakossága az elmúlt években az alábbi módon változott:
| Lakosok száma | 1716 | 1720 | 1778 |
|               | 2017 | 2018 | 2023 |